# Chemin de la Seine-à-Bagatelle
Le chemin de la Seine-à-Bagatelle est une voie située dans le 16e arrondissement de Paris, en France.

## Situation et accès
Il se trouve dans le bois de Boulogne.

## Origine du nom
La voie est nommée en référence à la Seine et au parc de Bagatelle.